# آچی (شهرستان سوزک)
آچی (به لاتین: Achy) یک روستا در قرقیزستان است که در شهرستان سوزک واقع شده‌است. آچی ۹۹۵ متر بالاتر از سطح دریا واقع شده‌است.